# Dobrovolný svazek obcí středního Pootaví – Katovice
Dobrovolný svazek obcí středního Pootaví – Katovice je dobrovolný svazek obcí v okresu Strakonice, jeho sídlem jsou Katovice a jeho cílem je regionální rozvoj. Sdružuje celkem 18 obcí a byl založen v roce 2001.

## Obce sdružené v mikroregionu
- Strakonice
- Horní Poříčí
- Katovice
- Krty-Hradec
- Mnichov
- Novosedly
- Pracejovice
- Střelské Hoštice
- Volenice
- Zvotoky
- Droužetice
- Chrášťovice
- Kalenice
- Kladruby
- Krejnice
- Strašice
- Štěchovice
- Únice